# Vicente Aranda
Vicente Aranda Ezquerra, född 9 november 1926 i Barcelona, död 26 maj 2015 i Madrid, var en spansk filmregissör, manusförfattare och filmproducent.

## Filmografi
- 2001 – Juana la Loca
- 2003 – Carmen